# Grup Farga
|  | No s'ha de confondre amb La Farga Group. |

El Grup Farga (Lacrem, SA) és una empresa catalana del sector alimentari fundada el 1957. Posteriorment, l'activitat es va ampliar amb una cadena de gelateries sota la marca Farggi, establiments de restauració, la fabricació de gelats de luxe i la distribució de postres congelats. En l'actualitat el grup familiar és dirigit per la segona generació.
El 1993 l'empresa va introduir a Espanya la marca Farggi com a gelat d'alta qualitat. L'any 2002, va facturar 36 milions d'euros, el 2008, van ser 55 milions, el 2014 74,1 millions, i prendre la sisena posició del productors de gelats de l'estat. L'any 2018, després de la compra de La Menorquina, Lacrem va tenir uns ingressos de 105 milions d'euros.
Les oficines centrals es troben a l'antiga Fàbrica de gelats Frigo (Poblenou), comprada l'any 2008. Té tres filials principals: Farga, especialitzada en restauració i pastisseria, Farggi, dedicada a la producció i distribució de gelats, i la cadena de cafeteries Farggi Cafè. Via distribuidors locals exporta cap a mercats com ara tot Europa, Corea del Sud, Estats Units, Mèxic i Golf Pèrsic.

## Història
L'any 1957, Jesús Farga i Muntó (1935-2011) va obrir una botiga d'alimentació que cinc anys després va transformar en una pastisseria, un negoci que va donar bons resultats i que li va permetre obrir un segon local. Llavors va començar la venda de pastissos congelats a restaurants i cafeteries, activitat que va requerir un nom diferenciat al de Farga, que era l'emprat fins llavors. La nova denominació va sorgir després d'un viatge a Itàlia, en el qual, jugant amb el cognom Farga li deien, de broma, Comendatore Farggi. Així es va batejar l'activitat de pastissos i gelats de luxe.
L'any 1982, quan aquesta activitat va adquirir cert volum, va construir una primera fàbrica a Montgat (Maresme). El 1993, després d'ampliar la planta, es va llançar la cadena de gelateries Farggi. Des del 1996 fins al 2003 va compartir accionariat amb el fons d'inversió 3i que va adquirir una participació del 30 per cent, per potenciar el creixement de Farggi en el negoci dels gelats de luxe i fer front a la competència de Häagen Dazs, que també va impulsar llavors una cadena de gelateries.
El 2009, van tancar la fàbrica de Montgat i transferir la producció a Poblenou, en adquirir les instal·lacions i una part de la plantilla de la fàbrica de Frigo que el grup multinacional Unilever acabava de tancar. El 2012, un acord amb el grup Leche Pascual va eixamplar la seva xarxa de distribució cap a uns tres-cents mil punts de venda arreu de la península Ibèrica. El 2013, Robert Servitge, un mexicà amb arrels catalans, va comprar una participació minoritària del grup Farga.
L'any 2017, el Grup Farga va adquirir al grup Kalise/Menorquina el seu negoci de gelats, instal·lacions industrials, xarxa de distribució i delegacions comercials.
El juny de 2020 el fons Cheyne Capital va comprar el 97,5% de l'empresa. La família Farga es va quedar amb el 2,5% de les accions, un lloc al consell d'administració i la xarxa de cafeteries i gelateries pròpies i franquiciades.